# Chruścielowiec rodrigueski
Chruścielowiec rodrigueski (Aphanapteryx leguati) – wymarły gatunek ptaka z rodziny chruścieli (Rallidae). Występował endemicznie na Rodriguesie (wyspa na Oceanie Indyjskim, na wschód od Madagaskaru).
Część autorów umieszcza ten gatunek w rodzaju Aphanapteryx z blisko spokrewnionym chruścielowcem rdzawym (A. bonasia) z Mauritiusu. Inni zaś wyodrębniają chruścielowca rodrigueskiego do monotypowego rodzaju Erythromachus. Jego pokrewieństwo z innymi chruścielami jest niejasne. Opisywano tego ptaka jako porośniętego szarymi piórami, z czerwonym dziobem i nogami oraz nagą czerwoną skórą wokół oka. Kształt dzioba różni się między poszczególnymi okazami, przybierając kształt od prostego do wygiętego; przyczyna tego zróżnicowania nie jest znana. Chruścielowce rodrigueskie były nielotne, żywiły się jajami żółwi. Według opisów uwagę tych ptaków zwracały czerwone przedmioty, co wykorzystywano w trakcie polowań.
Przyjmuje się, że chruścielowce rodrigueskie wymarły w połowie XVIII wieku wskutek drapieżnictwa ze strony introdukowanych kotów i niszczenia środowiska przez łowców żółwi. Niewiele wiadomo o tym gatunku ponad wiedzę wynikłą z badania subfosylnych szczątków. Jedynie dwóch ówczesnych chruścielowcom rdzawym autorów opisało ich zwyczaje, jednak nie towarzyszyły im żadne ilustracje. Po raz pierwszy ptaka tego wspomniał François Leguat, francuski hugenot zesłany na Rodrigues w 1691. To na jego cześć nazwano gatunek w 1874. Autorem drugiego opisu był Julien Tafforet, wysadzony na wyspie w 1725. W późniejszych latach odkryto szczątki subfosylne i powiązano z dawnymi opisami.

## Taksonomia

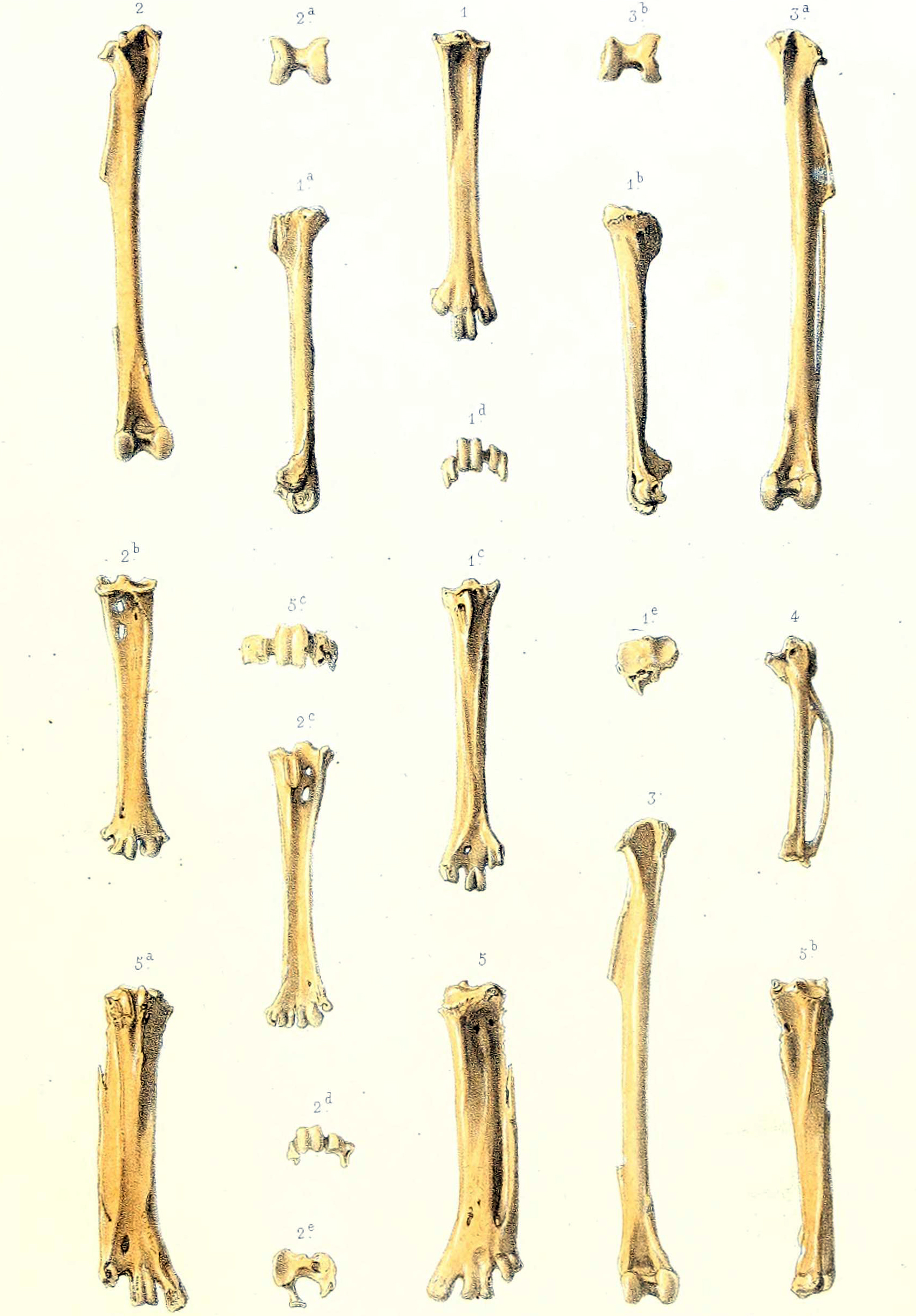
Tarsometatarsus (1 a.–e.), jedna z pierwszych znanych kości chruścielowca rodrigueskiego, 1874

W 1848 angielski zoolog Hugh Edwin Strickland zwrócił uwagę na ptaka wspomnianego przez Leguata w jego zbiorze wspomnień z pobytu na Rodriguesie (ukazał się on w 1708). Leguat nazwał te ptaki „gelinottes” (co tłumaczyć można jako „jarząbki”), co według Stricklanda wskazywało na któregoś z europejskich przedstawicieli głuszcowatych (Tetraoninae), choć wygląd dzioba tych ptaków nie zgadzał się. Strickland nie był w stanie sklasyfikować tych ptaków, jednak podkreślił ich podobieństwa względem dodo (Raphus cucullatus) i kiwi (Apteryx). Swój osąd oparł na ilustracjach przedstawiających niezidentyfikowane ptaki autorstwa dwojga podróżników, van Broeckego i Herberta, które uznał za powiązane z tym nowym gatunkiem. Angielski zoolog zauważył także podobieństwo do ptaka z Mauritiusu, którego potem zidentyfikowano jako chruścielowca rdzawego (Aphanapteryx bonasia).
W 1874 francuski zoolog Alphonse Milne-Edwards skojarzył opis Leguata z trzema subfosylnymi kośćmi znalezionymi w jaskini na Rodriguesie (były to: grzebień mostka, tarsometatarsus i niekompletna czaszka). Dostrzegł podobieństwo tych szczątków do budowy chruścielowca rdzawego, zanotowawszy jednak informację o prawdopodobnie prostszym dziobie (jak go opisał Leguat). Milne-Edwards ukuł dla nowego gatunku nazwę rodzajową Erythromachus, wywodzącą się od greckich słów oznaczających „czerwień” i „walka”. Nazwa tłumaczona bywa jako „wrogi czerwieni”. Nawiązuje do agresji, z jaką chruścielowce rodrigueskie traktowały czerwone przedmioty. Epitet gatunkowy upamiętnia Leguata. W 1908 amerykański ornitolog Charles Wallace Richmond błędnie wyjaśnił nazwę Erythromachus, sugerując jej pochodzenie od nazwy Morza Erytrejskiego (określenia funkcjonującego w starożytnej Grecji). W 1874 angielski ornitolog Alfred Newton utworzył nazwę Miserythrus, wywodzącą się od słów „czerwień” i „nienawiść” (pierwotnie opublikował tę informację wyłącznie w manuskrypcie), jednakże ze względu na datę jej powstania stanowi ona młodszy synonim.
W 1875 Alfred Newton rozpoznał odniesienie do chruścielowca rodrigueskiego w sporządzonym w 1726 opisie autorstwa francuskiego podróżnika Juliena Tafforeta, który wówczas był stosunkowo niedawno odkryty. W 1879 Albert Günther i Edward Newton (brat Alfeda) opisali więcej skamieniałości, w tym czaszek. Potwierdzili przynależność nieznanego gatunku do chruścieli (Rallidae), zauważyli jednak obecny u niektórych okazów wygięty dziób, podobny do tego chruścielowca rdzawego. Amerykański ornitolog James Greenway zasugerował, że opis Leguata może odnosić się do zniesionego na wyspę przez wiatry modrzyka (Porphyrio), jako że w dawnych opisach niekiedy zamiennie używano określeń na szarość i barwę niebieską. Tej koncepcji nie przyjęli inni autorzy. W 1999 francuska paleontolog Cécile Mourer-Chauviré wraz ze współpracownikami wskazała, że carpometacarpus przypisany do chruścielowca rodrigueskiego i zilustrowany przez Günthera i E. Newtona w 1879 nie należy do chruściela, stąd nie może też należeć do omawianego gatunku. Od tamtego czasu odkryto więcej szczątków subfosylnych, w tym niekompletny szkielet z zachowaną w całości czaszką i żuchwą odkryty w 2005 w Caverne Poule Rouge.

### Ewolucja
Poza bliskim pokrewieństwem z chruścielowcem rdzawym o systematyce chruścielowca rodrigueskiego wiadomo niewiele. Te dwa gatunki często bywają umieszczane w osobnych rodzajach, Aphanapteryx i Erythromachus lub bywają łączone razem w Aphanapteryx. Günther i E. Newton pierwsi włączyli chruścielowce w jeden rodzaj w 1879; oparli się na podobieństwach w budowie szkieletu. W 1945 francuski paleontolog Jean Piveteau uznał cechy budowy czaszki chruścielowców za wystarczające do umieszczenia ich w odrębnych rodzajach. W 1977 amerykański ornitolog Storrs L. Olson stwierdził, że pomimo podobieństwa i wspólnego pochodzenia tych dwóch gatunków rozeszły się one znacząco i być może wymagają oddzielenia w systematyce. Opierając się na lokalizacji geograficznej i budowie kości nosowych, Olson zasugerował bliskie pokrewieństwo z ptakami rodzajów Gallirallus, Dryolimnas, Atlantisia i Rallus. Mourer-Chauviré i współpracownicy także uznawali obydwa chruścielowce za reprezentujące odrębne rodzaje. Chruściele dotarły do wielu oceanicznych archipelagów, co nierzadko prowadziło do specjacji i utraty zdolności lotu. Według brytyjskich badaczy Anthony’ego S. Cheke’a i Juliana Hume’a utrata większości struktur pióra u chruścielowca rdzawego wskazuje na długotrwałą izolację. Obydwa chruścielowce mogą wywodzić się z Azji, tak jak wiele maskareńskich ptaków.
W 1892 szkocki przyrodnik Henry Ogg Forbes opisał wodnika krzywodziobego (Diaphorapteryx hawkinsi), wymarły gatunek z wysp Chatham, który przypisał do Aphanapteryx jako A. hawkinsi. Uznał gatunek z wysp Chatham za bliższy chruścielowcowi rdzawemu w większym stopniu, niż ten był podobny do chruścielowca rodrigueskiego. Zasugerował istnienie w przeszłości połączenia między wyspami Chatham a Maskarenami. Tę koncepcję krytykowali późniejsi autorzy, w tym brytyjski paleontolog Charles William Andrews i niemiecki ornitolog Hans Friedrich Gadow, a nowy gatunek wydzielono do rodzaju Diaphorapteryx.

## Morfologia i anatomia

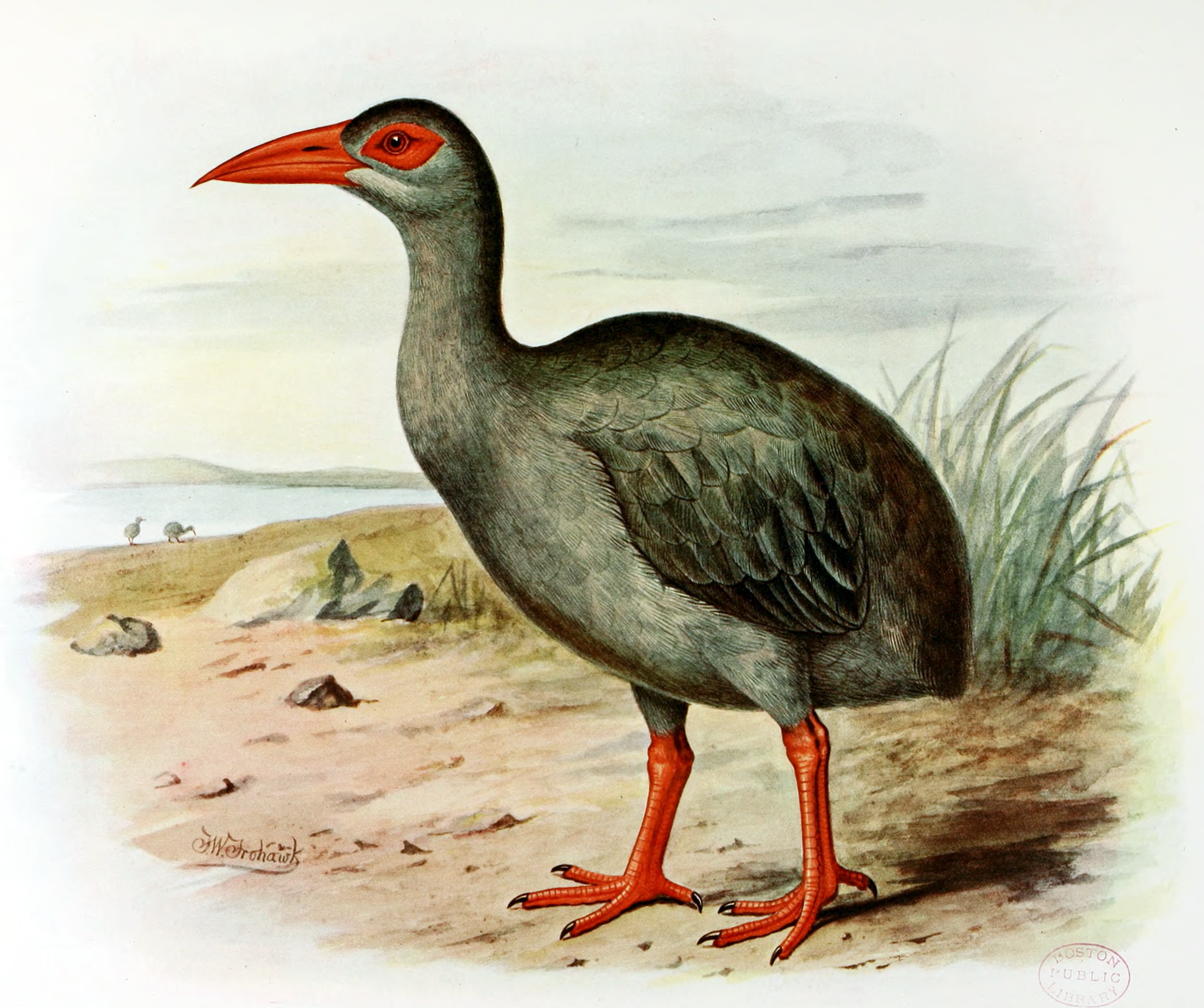
Rekonstrukcja wyglądu chruścielowca rodrigueskiego autorstwa Frohawka (1907), oparta na dawnych szkicach i opisach. Opisywana była jako „raczej fantazyjna”

Chruścielowiec rodrigueski był nielotnym chruścielem o jasnoszarym upierzeniu, prawdopodobnie biało nakrapianym. Dziób i nogi były czerwone, a oko okalała naga czerwona skóra. Dokładne rozmiary ciała są nieznane, wiadomo że ptak ten osiągał rozmiary zbliżone kurom i był nieznacznie mniejszy od chruścielowca rdzawego. Szczątki subfosylne wykazują duże zróżnicowanie w rozmiarach ciała, co być może odzwierciedla dymorfizm płciowy. Czaszka chruścielowca rodrigueskiego była nieco wydłużona, wypukła w każdym kierunku; mierzyła około 38 mm długości i 20 mm szerokości. Cechował ją długi i wąski obszar czołowy, w najwęższym miejscu liczący 6,5 mm szerokości. Dziób różnił się znacząco w zależności od osobnika; niektóre miały krótkie i niemal proste dzioby, inne – dzioby znacznie dłuższe (do 1/3) i znacząco zagięte. Nie wiadomo, czy różnica ta wynikała z ogólnego zróżnicowania rozmiarów ciała chruścielowców rodrigueskich, czy z dymorfizmu płciowego. Nad nozdrzami górna krawędź dzioba była niemal prosta, a kość nosowa długością nieco przewyższała czaszkę. Cały dziób mierzył do 77 mm długości, żuchwa do 98 mm, zaś w jego największej wysokości liczył 8 mm. Łopatka miała 45 mm długości, kość ramienna – 45–50 mm, kość łokciowa – 37–42 mm. Miednicę cechowały duże rozmiary i mocna budowa; jej długość wynosiła 57 mm, szerokość w przedniej części – 20 mm, a szerokość w tylnej części – 36 mm. Długość kości udowej wynosiła 56–63 mm, tibiotarsus – 48–101 mm, a metatarsus – 52–60 mm.
Proporcje nóg, miednicy i kości krzyżowej u chruścielowca rodrigueskiego i rdzawego były ogólnie podobne. Chruścielowca rodrigueskiego wyróżniała szersza i krótsza czaszka, dłuższe i niżej osadzone nozdrza, stosunkowo dłuższa kość udowa i krótsza, mocniej zbudowana kość udowa. Znacząco różnił się także upierzeniem, na co wskazują ówczesne opisy.

### Ówczesne opisy
Chruścielowca rodrigueskiego po raz pierwszy opisał Leguat w swoim zbiorze wspomnień z 1708, A New Voyage to the East Indies. Leguat był przywódcą grupy dziewięciu francuskich hugenotów, uchodźców, którzy jako pierwsi kolonizowali Rodrigues od 1691 do 1693 po wysadzeniu ich na wyspie przez kapitana okrętu. Spisane obserwacje Leguata uznaje się za jedne z pierwszych spójnych opisów zachowań dzikich zwierząt.
Jego pełny opis chruścielowców rodrigueskich przetłumaczyć można, jak następuje:

Nasze 'gelinotes' są tłuste przez cały rok i mają najwykwintniejszy smak. Ich kolor to zawsze jasnoszary. Bardzo niewiele jest różnic w upierzeniu między dwoma płciami. Swoje gniazda kryją tak dobrze, że nie mogliśmy ich znaleźć, a tym samym nie posmakowaliśmy ich jaj. Wokół oczu mają czerwony nagi obszar, ich dzioby są proste i zaostrzone, długie blisko na 2 i 2/5 cala [ok. 61 mm], także czerwone. Nie mogą latać, ich tłuszcz czyni je zbyt ciężkimi do tego. Jeśli ofiarujesz im cokolwiek czerwonego, będą tak wściekłe, że podlecą, by wyrwać ci to z dłoni, a w ferworze walki mogliśmy z łatwością je łapać

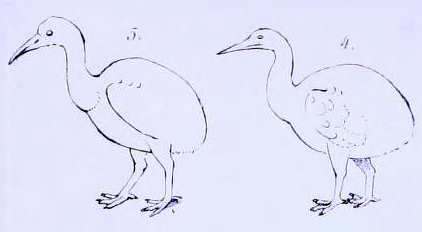
Szkic Schlegla z 1854 przedstawiający „dodo” (drugi miał pochodzić z Rodriguesu), które były jednak chruścielowcami rdzawymi

Inny opis wyglądu i zachowania pochodzi z Relation de l'Ile Rodrigue (1726) przypisywanego Tafforetowi, którego w 1725 wysadzono na Rodriguesie:

Jest rodzaj ptaka, wielkości młodego kurczaka, którego dziób i stopy są czerwone. Jego dziób podobny jest nieco do tego u kulika, wyróżnia się jedynie tym, że jest nieco grubszy i nie tak długi. Jego upierzenie plamkowane jest biało i szaro. Przeważnie żywią się jajami żółwi lądowych, które znajdują na ziemi, co czyni je tak tłustymi, że często mają problem z bieganiem. Są bardzo dobrym pożywieniem, a ich tłuszcz jest żółtawoczerwony, wyśmienity na bóle. Mają niewielkie pinions [skrzydła], pozbawione piór, przez co nie mogą latać; z drugiej jednak strony bardzo dobrze biegają. Ich zawołanie to ciągnący się gwizd. Kiedy widzą kogoś, kto goni za nimi, wydają z siebie dźwięk innego rodzaju, podobny do czkającego człowieka

Inaczej niż w przypadku chruścielowca rdzawego i innych wymarłych ptaków Maskarenów chruścielowiec rodrigueski nie został zilustrowany przez ówczesne mu osoby. Olson opisał rekonstrukcję wykonaną na potrzeby wydania Extinct Birds Rothschilda (1907) i The Dodo and Kindred Birds Hachusiki (1953) jako „raczej fantazyjną”. Angielski artysta Frederick William Frohawk oparł swoją rekonstrukcję na szkicu przedstawiającym tylko kontury ptaka, który z kolei oparty był na szkicu Herberta; współcześnie wiadomo, że przedstawiał on chruścielowca rodrigueskiego. Niemiecki zoolog Hermann Schlegel przekonany był, że uwieczniono na nim gatunek dodo (który nazwał Didus herbertii) z Rodriguesu i że o tym ptaku wspominał Leguat; szkic ten przerysował w 1854.

## Ekologia i zachowanie

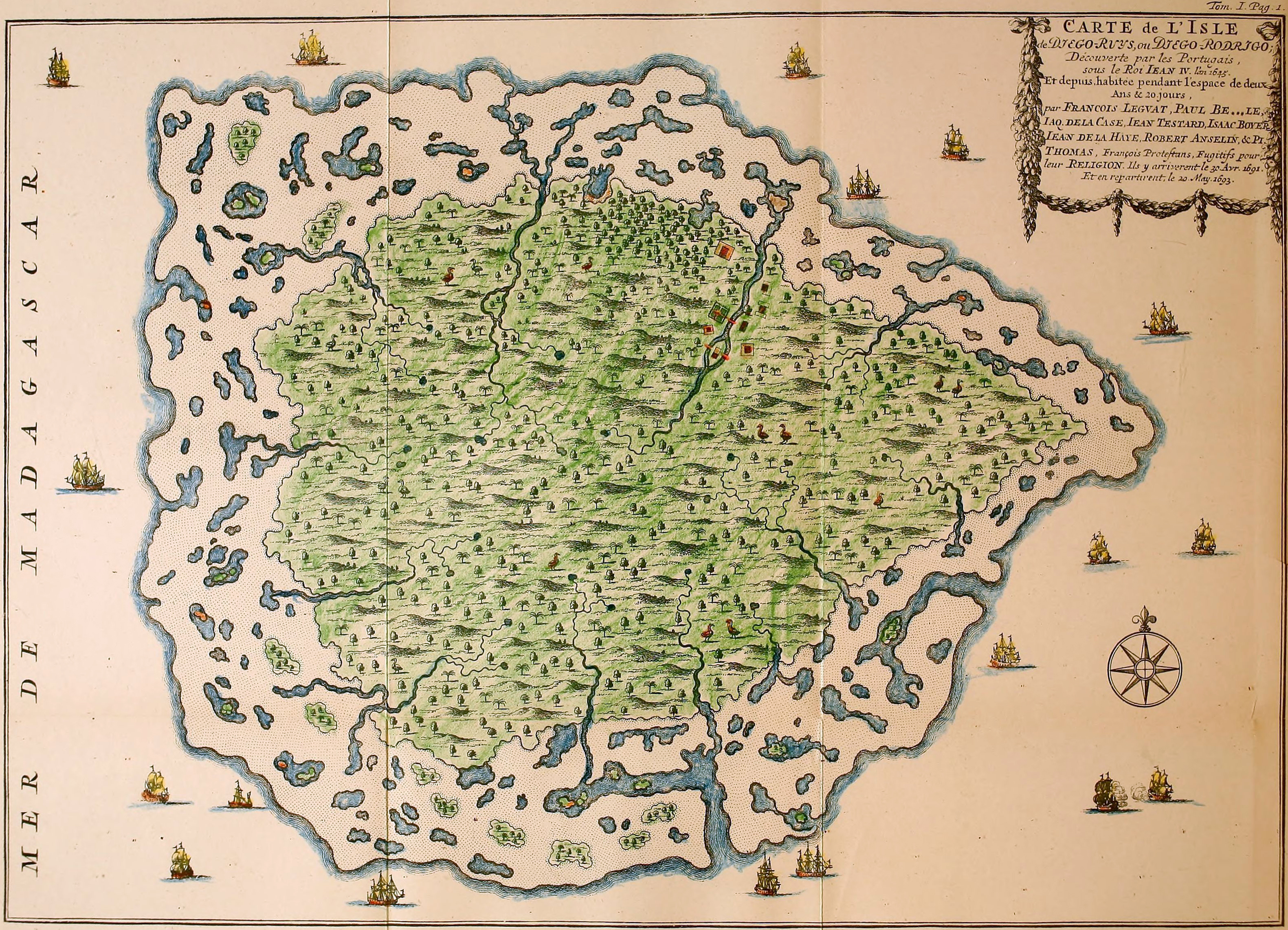
Mapa Rodriguesu; Leguat, 1708

Według opisu Tafforeta chruścielowce rodrigueskie żywiły się jajami współcześnie już wymarłych żółwi Cylindraspis i dzięki nim obrastały w tłuszcz; możliwe jednak, że działo się tak tylko sezonowo. Jeśli długość i zagięcie dzioba zależały od płci ptaka, mogły odzwierciedlać także jego zwyczaje żywieniowe. Podobnie jak chruścielowce rdzawe, te z wyspy Rodrigues wykazywały zainteresowanie czerwoną barwą, jednak znaczenie tego zachowania jest nieznane. Według Milne-Edwardsa nogi chruścielowca rodrigueskiego były przystosowane do biegania.

## Wymarcie
Gwałtowne zniknięcie chruścielowców rodrigueskich mogło być spowodowane przez introdukowane na wyspę koty, ale do wymarcia przyczynić się mogło również wycinanie lasów przez łowców żółwi. Począwszy od 1735 wypalali oni lasy, by zbierać duże żółwie Cylindraspis, cenione za mięso i olej. Francuski astronom Alexandre Guy Pingré, który odwiedził Rodrigues, by obserwować tranzyt Wenus w 1761, zapisał w 1763 informację o nieobecności tych ptaków na wyspie w momencie jego wizyty.